# Зединер Зе
Зединер Зе (њем. Seddiner See) општина је у њемачкој савезној држави Бранденбург. Једно је од 38 општинских средишта округа Потсдам-Мителмарк. Према процјени из 2010. у општини је живјело 4.251 становника. Посједује регионалну шифру (AGS) 12069596.

## Географски и демографски подаци
Зединер Зе се налази у савезној држави Бранденбург у округу Потсдам-Мителмарк. Општина се налази на надморској висини од 49 метара. Површина општине износи 24,0 km². У самом мјесту је, према процјени из 2010. године, живјело 4.251 становника. Просјечна густина становништва износи 177 становника/km².